# Mudrovce
Mudrovce (in tedesco Moderdorf, in ungherese Modrafalva) è un comune della Slovacchia facente parte del distretto di Košice-okolie, nella regione di Košice.

## Storia
Le prime notizie sul villaggio sono datate 1406: il villaggio appare con il nome di Modrafalua. All'epoca apparteneva alla Signoria del castello di Lipovce. Successivamente passò ai conti Semsey. Nel 1568 il castello che dominava il paese, costruito nel 1262, venne distrutto.